# 鳥羽展望台
座標: 北緯34度25分39.7秒 東経136度54分54.3秒 / 北緯34.427694度 東経136.915083度

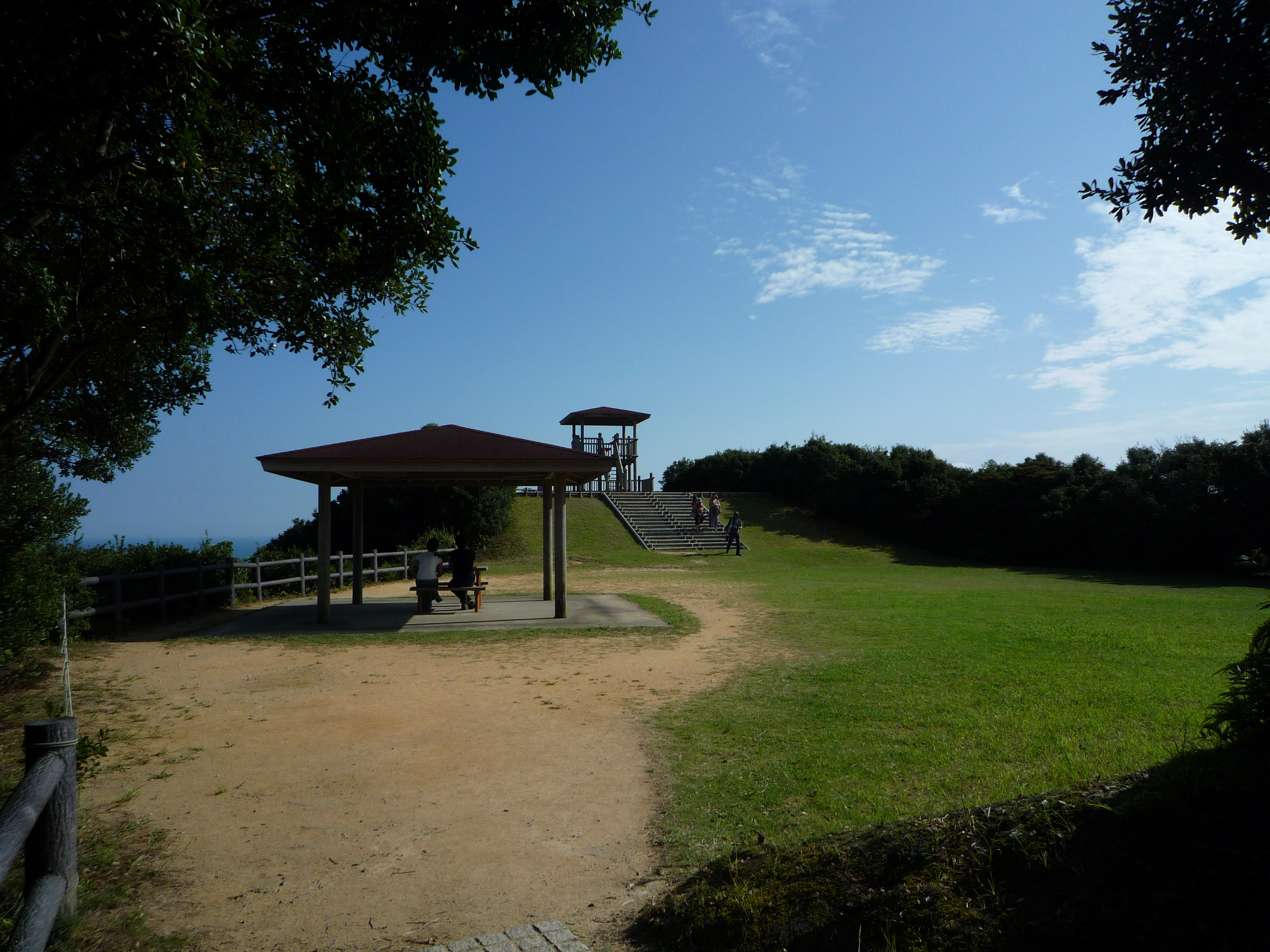
鳥羽展望台

鳥羽展望台（とばてんぼうだい）は、三重県鳥羽市のパールロード沿線にある展望台。パールロード随一の眺望と称される。
箱田山の山頂にあり、元旦には初日の出を見に来る客で賑わう。

## 概要

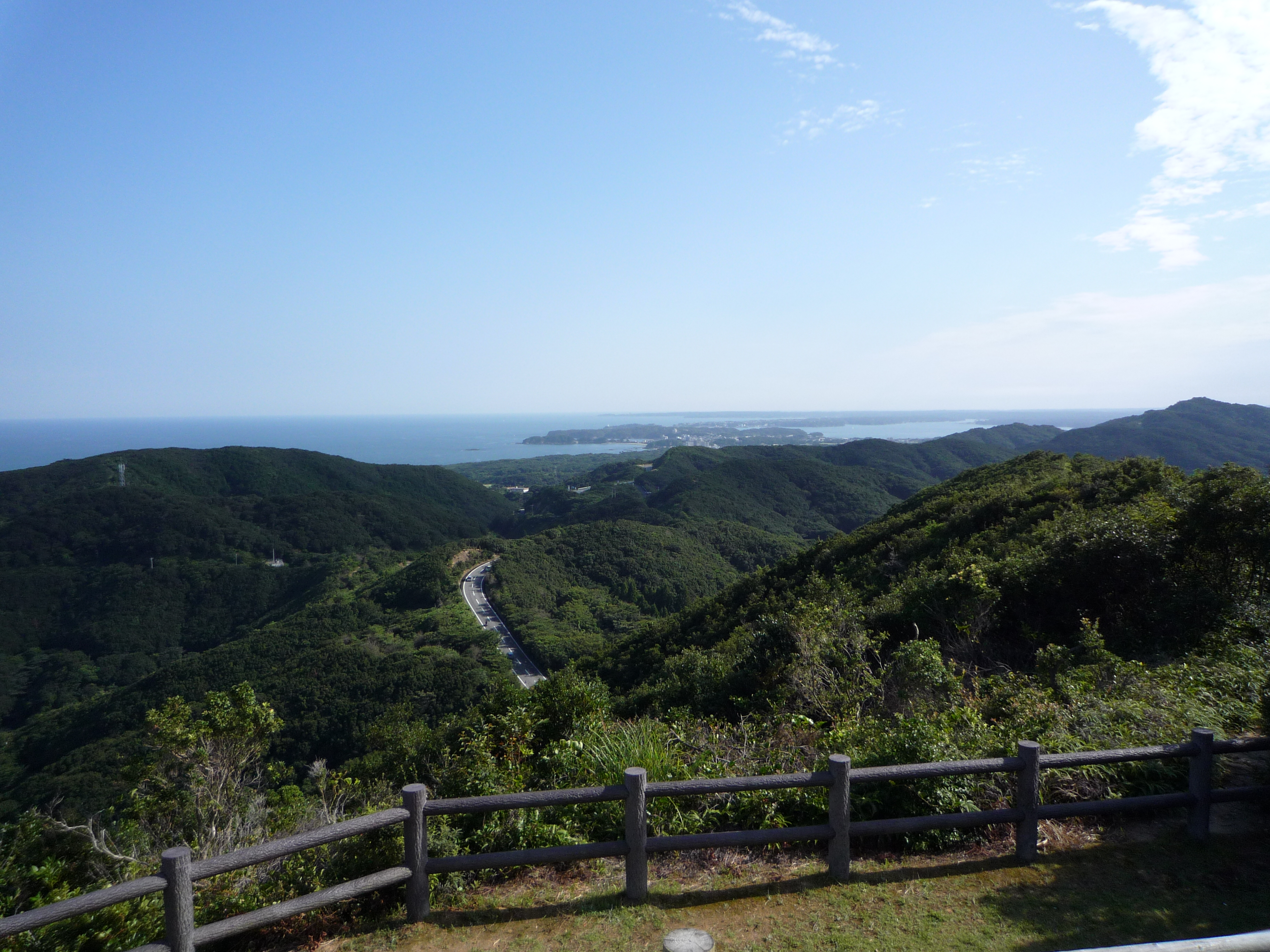
展望台からの眺望

所在地は三重県鳥羽市国崎町字大岳3-3。展望台からは太平洋が一望でき、渥美半島・神島・安乗岬・大王崎のほか、天候次第で富士山や日本アルプスまで見通せるという。敷地内に展望所が点在する。展望台のほかに観光施設・食国蔵王と箱田山園地がある。以前はヘリコプターによる遊覧飛行が行われていたが、現在は中止している。
パールロードで開催される「サイクルマラソン鳥羽志摩線大会」の100kmコースの折り返し地点である。
初日の出の際には午前4時に駐車場が開放され、4,000 - 5,000人の人出がある。レストランでは初日の出を眺めながら朝食を摂ることができる。

## 沿革
- 1972年（昭和47年）6月9日 - レストハウスの起工式を敢行[7]。
- 1973年（昭和48年）
  - 3月31日 - パールロード完工式を鳥羽展望台で挙行[7]。
  - 4月1日 - パールロード開通と同時に開設[8]。
- 1995年（平成7年）4月26日 - 地元出身の鳥羽一郎・山川豊兄弟の歌碑が除幕される[9]。
- 2002年（平成14年） - 財団法人三重ビジターズ推進機構が鳥羽展望台レストハウスを無償貸与し[10]、有限会社ノアの運営となる[3]。
  - 1月5日 - 財団法人三重ビジターズ推進機構の運営による鳥羽展望台レストハウスが閉鎖[11]。
- 2003年（平成15年）4月 - パールロードシーサイドライン（第一期区間）が無料化[12]。
- 2006年（平成18年）
  - 3月31日 - 元運営者で土地所有者の財団法人三重ビジターズ推進機構が自己破産する[13]。
  - 4月 - パール奥志摩ライン（第二期区間）が無料化し、全線が無料開放される[3]。
- 2008年（平成20年）春 - 食国蔵王を1億円で改装[3]。

## 食国蔵王

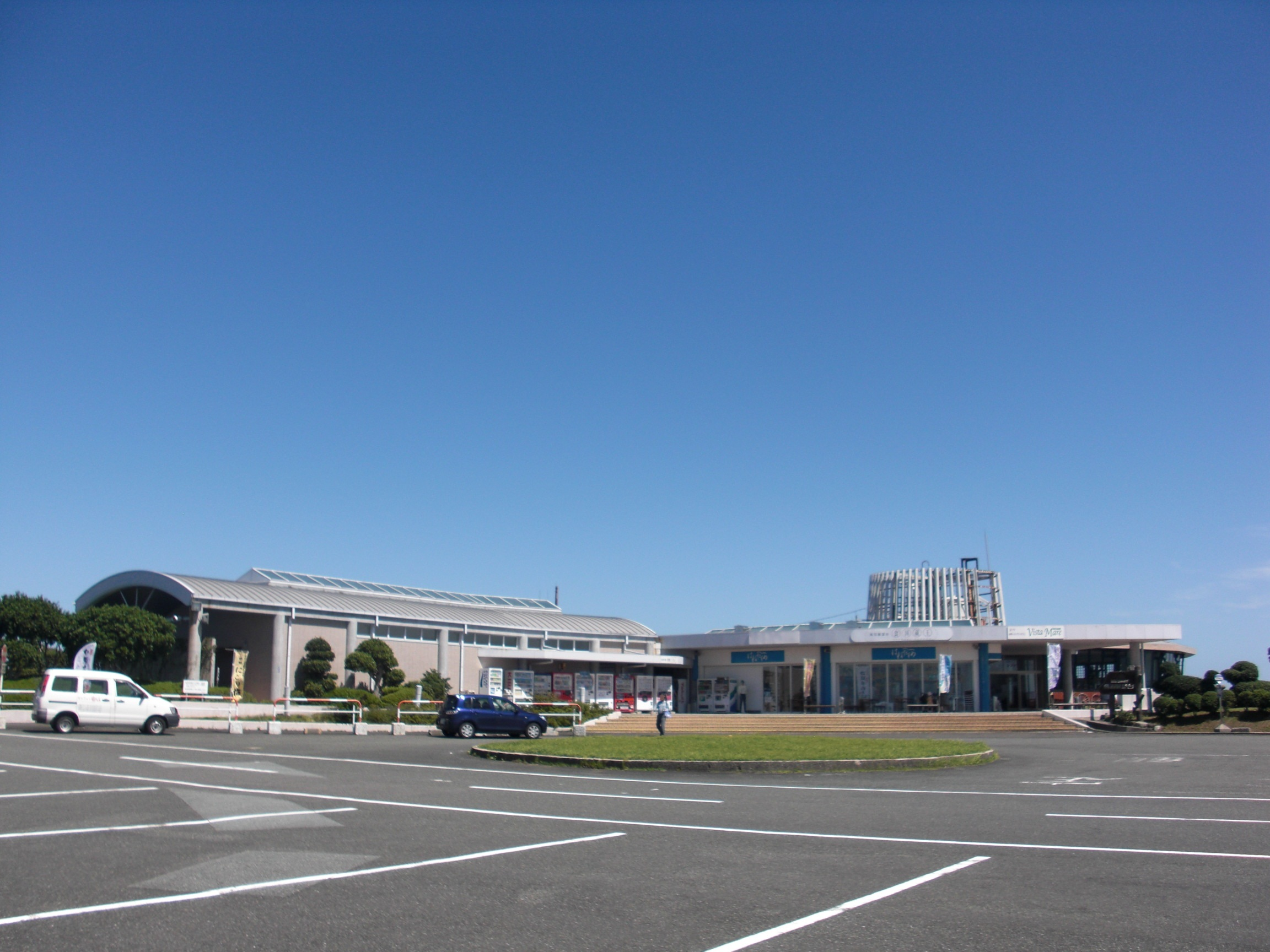
食国蔵王

食国蔵王（おすくにくらおう）は、鳥羽展望台にある、有限会社ノアの経営する観光施設。2002年（平成14年）1月5日までは財団法人三重ビジターズ推進機構が運営する鳥羽展望台レストハウスであった。営業時間は9時〜17時（変動あり）。またいつかは訪れたい観光地を目指している。以下の店舗からなる。
- Vista Mare（ヴィスタマーレ） - 鳥羽産の魚介類をメインに提供するレストラン[16]。全60席[16]で全席オーシャンビューである[17]。
- はねやすめ - 軽食と土産の販売。大内山ソフトクリーム、伊勢うどんなどの地域の食品や料理、ご当地グルメ・とばーがーの1つ「伊勢えびバーガー」や「海女パフェ」などのオリジナル商品を扱う[3]。全45席[16]。
- CUBE BOX - 地域限定品やオリジナルの土産の販売[16]。
- モネ - 多目的レンタルスペース。絵画の展覧会。

## 箱田山園地
箱田山園地（はこだやまえんち）は、鳥羽展望台の周囲を取り巻く公園。環境省と三重県によって設置された。遊歩道が整備されている。
園内には山口誓子の句碑や、鳥羽市出身の鳥羽一郎・山川豊兄弟の楽曲「兄弟酒」（作詞：星野哲郎、作曲：船村徹）の歌詞が刻まれた本の形の石碑がある。

## 交通
- JR参宮線・近鉄鳥羽線・同志摩線 鳥羽駅より
  - 自動車で約25分（約25km）。駐車場250台（無料）。
  - かもめバス鳥羽展望台行き乗車、終点下車、すぐ。（土日祝日のみ運行。）